# Tot Ons Genoegen Opgericht
Tot Ons Genoegen Opgericht (kratica: TOGO) je klub u športu hokeju na travi iz Haaga.
1974. se spojio s klubom Haagsche Hockey en IJshockeyclub (HHIJC) i iz tog spajanja je nastao današnji klub HC Klein Zwitserland.

## Poznati igrači i igračice
- Han Drijver
- Dick Esser

## Vanjske poveznice
- (nizoz.) Službene stranice HC Klein Zwitserland